# Université d'Évora
 (janvier 2019).
Si vous disposez d'ouvrages ou d'articles de référence ou si vous connaissez des sites web de qualité traitant du thème abordé ici, merci de compléter l'article en donnant les références utiles à sa vérifiabilité et en les liant à la section « Notes et références ».
L'université d'Évora (UÉ) (en portugais : Universidade de Évora) est une université publique fondée en 1979 à Évora, au Portugal.
L'université fait suite à l'université du Saint-Esprit d'Évora et possède un héritage jésuite.

## Historique
La ville d'Évora a jadis été le siège d'une université jésuite, la deuxième du pays, l'université du Saint-Esprit d'Évora, fondé en 1559 par Henri Ier et le pape Paul IV et succédant à l'ancien collège des jésuites. Cette université fut supprimée en 1759 par le Marquis de Pombal à la suite de l'expulsion des jésuites du Portugal.
En 1973, le ministre de l'Éducation portugais, José Veiga Simão, décide de créer dans cette même ville une nouvelle université, l'Instituto Universitário de Évora (« Institut universitaire d'Évora »), institut qui sera refondé en 1979 pour former la nouvelle Universidade de Évora (« Université d'Évora »).

## Organisation
- École d'arts
- École de la santé et du développement humain
- École des sciences et technologie
- École des sciences sociales
- École supérieure d'infirmerie de S. João de Deus
- Institut de recherche et de formation supérieure (IIFA)

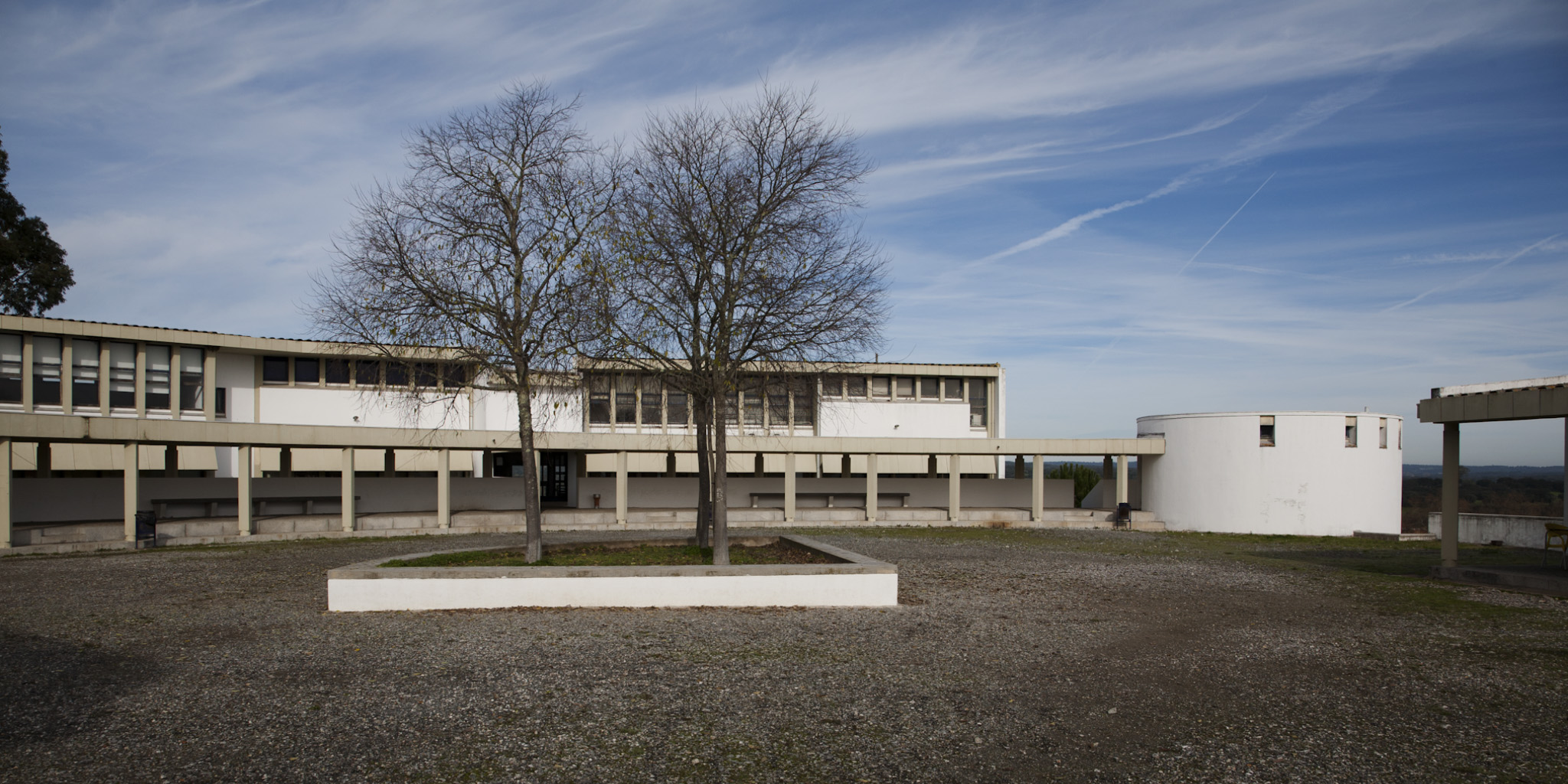
Campus à Mitra

## Personnalités
- Pedro da Fonseca (1528-1599), jésuite et philosophe, surnommé l'Aristote portugais
- Luis de Molina (1535-1600), professeur espagnol et inventeur de la théorie du molinisme
- Manoel Pimenta (1542-1603), jésuite portugais, poète néolatin et professeur de littérature
- Baltazar Álvares (1560 - 1630), architecte portugais travaillant pour la compagnie de Jésus
- Afonso Mendes (1579-1656), prêtre jésuite portugais et patriarche latin d’Éthiopie
- Jean de Britto (1647-1693), prêtre jésuite portugais missionnaire dans l’Inde du Sud